# 艾因法克隆區
35°58′00″N 6°52′00″E / 35.9667°N 6.8667°E
艾因法克隆區（阿拉伯语：‎），是阿爾及利亞的行政區，位於該國東北部，由烏姆布瓦吉省負責管轄，首府設於艾因法克隆，面積575平方公里，2008年人口59,451，人口密度每平方公里103人。